# Scelidosaurus
Scelidosaurus (Scelidosaurus harrisonii, do latim "lagarto com membros") foi uma espécie de dinossauro herbívoro e quadrúpede que viveu durante a primeira metade do período Jurássico. Media cerca de 4 metros de comprimento e 1,5 metros de altura, e tinha um peso estimado em 270 quilogramas.
Os fósseis de Scelidosaurus foram encontrados no Reino Unido. O Scelidosaurus foi provavelmente uma forma primitiva ancestral dos dinossauros da ordem ankylosauria, um dos chamados nodossauros.
Em suas costas, havia um pesada couraça óssea, formada por protuberâncias espinhosas, provavelmente usadas para defesa contra predadores. Possuía também um bico córneo, próprio para agarrar brotos de samambaias.